# Hillaire Kedigui
Hillaire Kedigui (* 19. September 1985 in N’Djamena) ist ein tschadischer Fußballspieler. Zur Qualifikation zur Fußball-Weltmeisterschaft 2010 bestritt er vier Länderspiele und schoss zwei Tore.